# 黑執事
《黑執事》是由2006年10月號的月刊GFantasy開始連載的日本漫畫，作者是樞簗。截至2018年，系列漫畫的累計發行量已超過2,660萬本。
2007年8月10日發售第一支廣播劇CD。2008年10月2日播出電視動畫。動畫版第一季有部分與原作漫畫不同的原創劇情。另外，舞台劇已於2009年5月28日至6月7日期間公開演出。第二季動畫基本上全部為原創劇情，於2010年7月1日開始播放；台灣緯來日本台於2010年7月9日與日本隔週播出；香港無綫J2台亦於2010年7月24日播出。另外，其真人電影版於2014年上映。第三季動畫於2014年7月至9月播放。第四季動畫於2024年4月至6月播放。第五季動畫於2025年4月至6月播放。
2023年BookLive讀者票選奇幻漫畫第2名。

## 故事簡介
故事背景設定於19世紀英國維多利亞女王時期，透過英國貴族凡多姆海伍家的少年家主謝爾·凡多姆海伍，與其執事賽巴斯欽·米卡艾利斯的生活，揭露隱藏在表面下的黑社會黑幕故事，以華麗的風格描繪。

## 用語
惡魔
利用花言巧語誘惑人類將其拖入黑暗的生物，這就是惡魔。惡魔與人類最大的不同在於，惡魔的「惡」非常純粹，不像人類有包含各種惡意。主食是人類的靈魂。
人類可以對惡魔造成傷害和痛楚，但無法使其死亡，唯一能造成致命傷的只有「死神鐮刀」和「惡魔之劍」。
契約
人類與惡魔的交換約定，雙方的活動必須以契約為主。「惡魔」必須完全服從主人；「人類」死後靈魂便成為惡魔的所有物。
契約書
「惡魔」與「人類」的契約證明，同時也是為了不讓「惡魔」追丟獵物「人類」的印記，印記存在主人身上的位置越明顯，契約的效力越強，同時也代表著絕對無法從「惡魔」身邊逃開。
死神
負責審核、回收靈魂的單位人員，通常每個死神都有發配區域業務。審核靈魂的意義在於決定該靈魂是否對人類未來有無重大發展，通常只是帳面上進行過目（蓋章後回收靈魂）。
死神是生前「自殺」的人類所進行的懲罰，目的是讓自殺者不斷接觸死亡的人類。另外，死神需要睡眠，而惡魔並不需要。
死神鐮刀
「回收科」的死神經申請可以發配一把「死神鐮刀」，死神鐮刀擁有絕對硬度及鋒利的保證，連惡魔都無法抵抗。外觀大多是園藝用具或醫學用具。
走馬燈劇場
「死神」利用死神鐮刀砍到對方時，將對方的記憶播放出來，再進行分割（記憶、靈魂、身體），最後再終結。這就是為何人死前的記憶會像走馬燈一樣跑過。
凡多姆海伍
又稱「女王的看門狗」、「邪惡貴族」、「黑社會的秩序」。英國皇室直隸的特殊部門，既沒有明確的法律規範，也不能向人民公開的機關。使盡骯髒的手段，維護女王的名譽。與警察機關相反的黑暗面。
社交方面通常以黑社會為主，安插在裡面的眼線有些是來自他國，可以同時監視其他國家。
開膛手傑克
十九世紀末出沒於英國倫敦的一名殺人魔，被害者共通點皆為妓女，且被害者的子宮被挖除。（作品中的史實人物之一）
黑社會
任何國家都有的黑暗面，英國也不例外。某些程度上黑社會的不法行為是被默認的，但干涉到「正常社會」就會接受到制裁，鞏固這條分水嶺的就是凡多姆海伍。
黑社會會有一定的地域性，這些黑社會通常會與凡多姆海伍有密切聯繫，而令它們有所聯繫的是利益和恐惧。

## 出版書籍

### 漫畫
- 中國大陸發行版本人物譯名基本上參考港版。

| 卷數 | 史克威爾艾尼克斯 | 史克威爾艾尼克斯       | 東立出版社     | 東立出版社             | 玉皇朝         | 玉皇朝                 | 安徽美術出版社、北京中少動漫 | 安徽美術出版社、北京中少動漫 |
| 卷數 | 發售日期         | ISBN                   | 發售日期       | ISBN                   | 發售日期       | ISBN                   | 發售日期                     | ISBN                         |
| ---- | ---------------- | ---------------------- | -------------- | ---------------------- | -------------- | ---------------------- | ---------------------------- | ---------------------------- |
| 1    | 2007年2月27日    | ISBN 978-4-7575-1963-3 | 2008年2月4日   | ISBN 978-986-10-1392-3 | 2008年2月      | ISBN 978-988-8001-16-3 | 2011年11月                   | ISBN 978-7-5398-2817-6       |
| 2    | 2007年7月27日    | ISBN 978-4-7575-2063-9 | 2008年2月4日   | ISBN 978-986-10-1393-0 | 2008年2月      | ISBN 978-988-8001-17-0 | 2011年11月                   | ISBN 978-7-5398-2816-9       |
| 3    | 2007年12月18日   | ISBN 978-4-7575-2192-6 | 2008年2月14日  | ISBN 978-986-10-1394-7 | 2008年2月      | ISBN 978-988-8001-30-9 | 2011年11月                   | ISBN 978-7-5398-2815-2       |
| 4    | 2008年5月27日    | ISBN 978-4-7575-2291-6 | 2008年7月25日  | ISBN 978-986-10-1864-5 | 2008年7月      | ISBN 978-988-8002-58-0 | 2011年11月                   | ISBN 978-7-5398-2814-5       |
| 5    | 2008年9月18日    | ISBN 978-4-7575-2378-4 | 2008年11月14日 | ISBN 978-986-10-2566-7 | 2008年11月     | ISBN 978-988-8012-50-3 | 2011年11月                   | ISBN 978-7-5398-2885-5       |
| 6    | 2009年1月27日    | ISBN 978-4-7575-2485-9 | 2009年3月25日  | ISBN 978-986-10-3153-8 | 2009年3月      | ISBN 978-986-10-1394-7 | 2011年11月                   | ISBN 978-988-8013-61-6       |
| 7    | 2009年6月27日    | ISBN 978-4-7575-2601-3 | 2009年7月31日  | ISBN 978-986-10-3952-7 | 2009年7月      | ISBN 978-988-8034-83-3 | 2011年11月                   | ISBN 978-7-5398-2868-8       |
| 8    | 2009年11月27日   | ISBN 978-4-7575-2736-2 | 2010年1月19日  | ISBN 978-986-10-4920-5 | 2010年1月      | ISBN 978-988-8047-37-6 | 2011年11月                   | ISBN 978-7-5398-2866-4       |
| 9    | 2010年6月18日    | ISBN 978-4-7575-2891-8 | 2010年7月30日  | ISBN 978-986-10-5948-8 | 2010年7月      | ISBN 978-988-8048-98-4 | 2012年12月                   | ISBN 978-7-5398-3219-7       |
| 10   | 2010年9月27日    | ISBN 978-4-7575-3012-6 | 2010年11月20日 | ISBN 978-986-10-6507-6 | 2010年11月     | ISBN 978-988-8088-87-4 | 2012年12月                   | ISBN 978-7-5398-3234-0       |
| 11   | 2011年2月26日    | ISBN 978-4-7575-3151-2 | 2011年4月8日   | ISBN 978-986-10-7208-1 | 2011年4月      | ISBN 978-988-8089-80-2 | 2012年12月                   | ISBN 978-7-5398-3230-2       |
| 12   | 2011年7月27日    | ISBN 978-4-7575-3307-3 | 2011年9月15日  | ISBN 978-986-10-8173-1 | 2011年9月      | ISBN 978-988-8127-78-8 | 2012年12月                   | ISBN 978-7-5398-3229-6       |
| 13   | 2011年12月27日   | ISBN 978-4-7575-3460-5 | 2012年2月24日  | ISBN 978-986-10-9232-4 | 2012年2月      | ISBN 978-988-8128-54-9 | 2013年12月                   | ISBN 978-7-5398-4621-7       |
| 14   | 2012年5月26日    | ISBN 978-4-7575-3611-1 | 2012年7月3日   | ISBN 978-986-31-7085-3 | 2012年7月      | ISBN 978-988-8168-23-1 | 2013年12月                   | ISBN 978-7-5398-4619-4       |
| 15   | 2012年10月27日   | ISBN 978-4-7575-3766-8 | 2012年11月28日 | ISBN 978-986-324-134-8 | 2012年11月     | ISBN 978-988-8169-08-5 | 2013年12月                   | ISBN 978-7-5398-4620-0       |
| 16   | 2013年3月27日    | ISBN 978-4-7575-3928-0 | 2013年5月6日   | ISBN 978-986-332-230-6 | 2013年5月      | ISBN 978-988-8169-81-8 | 2015年1月                    | ISBN 978-7-5398-5769-5       |
| 17   | 2013年8月27日    | ISBN 978-4-7575-4053-8 | 2013年9月25日  | ISBN 978-986-337-206-6 | 2013年9月      | ISBN 978-988-8251-54-4 | 2015年1月                    | ISBN 978-7-5398-5770-1       |
| 18   | 2014年1月18日    | ISBN 978-4-7575-4199-3 | 2014年3月21日  | ISBN 978-986-348-241-3 | 2014年3月20日  | ISBN 978-988-8252-38-1 | 2015年11月                   | ISBN 978-7-5398-6433-4       |
| 19   | 2014年6月27日    | ISBN 978-4-7575-4344-7 | 2014年7月28日  | ISBN 978-986-365-272-4 | 2014年7月25日  | ISBN 978-988-8302-34-5 | 2015年11月                   | ISBN 978-7-5398-6434-1       |
| 20   | 2014年12月27日   | ISBN 978-4-7575-4523-6 | 2015年2月4日   | ISBN 978-986-382-470-1 | 2015年2月3日   | ISBN 978-988-8326-07-5 | 2016年11月                   | ISBN 978-7-5398-7359-6       |
| 21   | 2015年5月27日    | ISBN 978-4-7575-4656-1 | 2015年7月3日   | ISBN 978-986-431-527-7 | 2015年7月2日   | ISBN 978-988-8326-56-3 | 2016年11月                   | ISBN 978-7-5398-7360-2       |
| 22   | 2015年11月18日   | ISBN 978-4-7575-4789-6 | 2015年12月30日 | ISBN 978-986-426-600-7 | 2015年12月29日 | ISBN 978-988-8379-10-1 | 2016年11月                   | ISBN 978-7-5398-7361-9       |
| 23   | 2016年5月27日    | ISBN 978-4-7575-4997-5 | 2016年7月12日  | ISBN 978-986-470-437-8 | 2016年7月9日   | ISBN 978-988-8379-55-2 |                              |                              |
| 24   | 2016年12月27日   | ISBN 978-4-7575-5207-4 | 2017年1月25日  | ISBN 978-986-482-528-8 | 2017年1月19日  | ISBN 978-988-8436-01-9 |                              |                              |
| 25   | 2017年5月27日    | ISBN 978-4-7575-5359-0 | 2017年6月28日  | ISBN 978-986-486-346-4 | 2017年6月28日  | ISBN 978-988-8436-41-5 |                              |                              |
| 26   | 2017年12月27日   | ISBN 978-4-7575-5570-9 | 2018年1月25日  | ISBN 978-957-26-0476-2 | 2018年1月25日  | ISBN 978-988-8507-02-3 |                              |                              |
| 27   | 2018年7月27日    | ISBN 978-4-7575-5795-6 | 2018年9月5日   | ISBN 978-957-26-1676-5 | 2018年9月3日   | ISBN 978-988-8507-58-0 |                              |                              |
| 28   | 2019年3月27日    | ISBN 978-4-7575-6031-4 | 2019年5月3日   | ISBN 978-957-26-3007-5 | 2019年5月4日   | ISBN 978-988-8584-32-1 |                              |                              |
| 29   | 2019年12月27日   | ISBN 978-4-7575-6451-0 | 2020年2月17日  | ISBN 978-957-26-4662-5 | 2020年2月17日  | ISBN 978-988-8671-10-6 |                              |                              |
| 30   | 2020年10月27日   | ISBN 978-4-7575-6916-4 | 2020年12月14日 | ISBN 978-957-26-5964-9 | 2020年12月12日 | ISBN 978-988-8671-85-4 |                              |                              |
| 31   | 2021年9月27日    | ISBN 978-4-7575-7442-7 | 2021年11月22日 | ISBN 978-957-26-7863-3 | 2021年11月19日 | ISBN 978-988-8783-04-5 |                              |                              |
| 32   | 2022年7月27日    | ISBN 978-4-7575-8046-6 | 2022年9月30日  | ISBN 978-626-7185-27-8 | 2022年10月11日 | ISBN 978-988-8821-23-5 |                              |                              |
| 33   | 2023年7月27日    | ISBN 978-4-7575-8699-4 | 2023年9月20日  | ISBN 978-626-372-702-1 | 2023年10月6日  | ISBN 978-988-8841-80-6 |                              |                              |
| 34   | 2024年4月26日    | ISBN 978-4-7575-9165-3 | 2024年7月19日  | ISBN 978-626-02-1649-8 | 2024年8月7日   | ISBN 978-988-8886-43-2 |                              |                              |

### 漫畫選集
| 冊數 | 史克威爾艾尼克斯 | 史克威爾艾尼克斯 | 史克威爾艾尼克斯       |
| 冊數 | 標題             | 發售日期         | ISBN                   |
| ---- | ---------------- | ---------------- | ---------------------- |
| 1    |                  | 2009年3月27日    | ISBN 978-4-7575-2530-6 |
| 2    |                  | 2010年8月27日    | ISBN 978-4-7575-2984-7 |

### 公式書
| 冊數 | 史克威爾艾尼克斯 | 史克威爾艾尼克斯 | 史克威爾艾尼克斯       | 東立出版社     | 東立出版社   | 東立出版社             | 玉皇朝         | 玉皇朝    | 玉皇朝                 |
| 冊數 | 書名             | 發售日期         | ISBN                   | 書名           | 發售日期     | ISBN                   | 書名           | 發售日期  | ISBN                   |
| ---- | ---------------- | ---------------- | ---------------------- | -------------- | ------------ | ---------------------- | -------------- | --------- | ---------------------- |
| 全   |                  | 2009年3月20日    | ISBN 978-4-7575-2505-4 | 那名執事，集合 | 2009年8月3日 | ISBN 978-986-104-031-8 | 那位執事，集合 | 2009年7月 | ISBN 978-988-8034-72-7 |

### 動畫資料集
| 冊數 | 史克威爾艾尼克斯 | 史克威爾艾尼克斯 | 史克威爾艾尼克斯       | 東立出版社                                | 東立出版社     | 東立出版社             | 玉皇朝                | 玉皇朝     | 玉皇朝                 |
| 冊數 | 書名             | 發售日期         | ISBN                   | 書名                                      | 發售日期       | ISBN                   | 書名                  | 發售日期   | ISBN                   |
| ---- | ---------------- | ---------------- | ---------------------- | ----------------------------------------- | -------------- | ---------------------- | --------------------- | ---------- | ---------------------- |
| 1    |                  | 2009年3月27日    | ISBN 978-4-7575-2535-1 | 黑執事Black Record                        | 2009年10月23日 | ISBN 978-986-104-203-9 | 黑執事Black Record    | 2009年10月 | ISBN 978-988-8034-84-0 |
| 2    |                  | 2010年6月        | ISBN 978-4-7575-2887-1 |                                           |                |                        |                       |            |                        |
| 3    |                  | 2010年10月18日   | ISBN 978-4-7575-2960-1 | 黑執事II FINAL RECORD                     | 2011年7月29日  | ISBN 978-986-107-962-2 | 黑執事II FINAL RECORD | 2011年7月  | ISBN 978-988-8127-18-4 |
| 4    |                  | 2014年12月27日   | ISBN 978-4-7575-4457-4 | 黑執事 III Book of Circus Official Record | 2015年11月13日 | ISBN 978-986-431-283-2 |                       |            |                        |
| 5    |                  | 2017年5月27日    | ISBN 978-4-7575-5363-7 |                                           |                |                        |                       |            |                        |

- 《黑執事 千金小姐禮儀手冊》（「黒執事」セバスチャンが教える愛されるお嬢様マナー）

| 冊數 | 學研出版      | 學研出版               | 玉皇朝    | 玉皇朝                 |
| 冊數 | 發售日期      | ISBN                   | 發售日期  | ISBN                   |
| ---- | ------------- | ---------------------- | --------- | ---------------------- |
| 全   | 2009年10月2日 | ISBN 978-4-05-605621-1 | 2012年7月 | ISBN 978-988-8168-31-6 |

### 畫集
| 冊數 | 史克威爾艾尼克斯 | 史克威爾艾尼克斯 | 史克威爾艾尼克斯       | 東立出版社       | 東立出版社    | 東立出版社             | 西泠印社出版社 | 西泠印社出版社 | 西泠印社出版社         |
| 冊數 | 書名             | 發售日期         | ISBN                   | 書名             | 發售日期      | ISBN                   | 書名           | 發售日期       | ISBN                   |
| ---- | ---------------- | ---------------- | ---------------------- | ---------------- | ------------- | ---------------------- | -------------- | -------------- | ---------------------- |
| 1    |                  | 2014年1月18日    | ISBN 978-4-7575-4194-8 | 畫集 黑執事 (1)  | 2015年2月13日 | ISBN 978-986-382-678-1 | 黑执事画集 1   |                | ISBN 978-7-5508-4852-8 |
| 2    |                  | 2014年12月27日   | ISBN 978-4-75-754456-7 |                  |               |                        |                |                |                        |
| 3    |                  | 2015年5月27日    | ISBN 978-4-7575-4657-8 | 畫集 黑執事 (2)  | 2016年7月12日 | ISBN 978-986-382-679-8 |                |                |                        |
| 4    |                  | 2021年9月27日    | ISBN 978-4-7575-7443-4 | 畫集 黑執事（3） | 2022年8月4日  | ISBN 978-957-26-9019-2 |                |                |                        |
| 5    |                  | 2022年7月27日    | ISBN 978-4-7575-8000-8 |                  |               |                        |                |                |                        |

### 電影寫真集
| 冊數 | 史克威爾艾尼克斯 | 史克威爾艾尼克斯 | 史克威爾艾尼克斯       |
| 冊數 | 書名             | 發售日期         | ISBN                   |
| ---- | ---------------- | ---------------- | ---------------------- |
| 全   |                  | 2014年1月18日    | ISBN 978-4-7575-4195-5 |

## 電視動畫
第1季《黑執事》於2008年10月2日開始在MBS、TBS系列全10局播放；台灣緯來日本台於2009年6月29日開始播放；香港J2台於2009年11月21日開始播放。全25話（含番外篇），有部分原創劇情。
第2季《黑執事II》日本官網於2009年6月15日公佈決定製作，已經於2010年7月1日在MBS、TBS系列全10局開始播放；台灣緯來日本台於2010年7月9日與日本隔週播出；香港無線J2台亦於2010年7月24日播出。全12話，全為動畫原創劇情。
第2季為前作、新作兩組主僕競演；然而在播出前僅公佈新主僕的設定，對於前作主僕角色隻字未提，因此引發原作愛好者的反彈。
2014年2月於雜誌宣佈製作全新系列動畫，並於同年7月播放。最新電視動畫系列命名為《黑執事 Book of Circus》，內容為漫畫原作中擁有超高人氣的「諾亞方舟馬戲團篇」。

### 製作團隊
| 職位       | 黑執事                                         | 黑執事Ⅱ                                        | Book of Circus                                             | 寄宿學校篇                                  | 綠之魔女篇                                  |
| 職位       | 擔任者                                         | 擔任者                                         | 擔任者                                                     | 擔任者                                      | 擔任者                                      |
| ---------- | ---------------------------------------------- | ---------------------------------------------- | ---------------------------------------------------------- | ------------------------------------------- | ------------------------------------------- |
| 原作       | 樞簗                                           | 樞簗                                           | 樞簗                                                       | 樞簗                                        | 樞簗                                        |
| 企劃       | 夏目公一朗 田口浩司 竹田青滋 小森健一 安田正樹 | 夏目公一朗 田口浩司 竹田青滋 峯岸卓生 安田正樹 | 植田益朗 田口浩司 村田嘉邦 太布尚弘 長澤修一 橋本知周      | 岩上敦宏 阿部隆二 Rahul Purini 清水曉       | 待公布                                      |
| 導演       | 篠原俊哉                                       | 小倉宏文                                       | 阿部記之                                                   | 岡田堅二朗                                  | 岡田堅二朗                                  |
| 系列構成   | 岡田麿里                                       | 岡田麿里                                       | 吉野弘幸                                                   | 吉野弘幸                                    | 吉野弘幸                                    |
| 劇本       | 岡田麿里 山田由香 吉野弘幸                     | 岡田麿里 樋口達人 横谷昌宏 根元歲三            | 吉野弘幸 大河内一楼 宮田由佳                               | 吉野弘幸 橫手美智子 早川澄香 守護音美       | 待公布                                      |
| 角色設定   | 芝美奈子                                       | 芝美奈子                                       | 芝美奈子                                                   | 清水祐實                                    | 清水祐實                                    |
| 總作畫監督 | 芝美奈子                                       | 芝美奈子                                       | 芝美奈子 川口千里                                          | 清水祐實 高田晃 清水裕輔 猪口美緒           | 清水祐實 高田晃 清水裕輔 猪口美緒 寒川步    |
| 美術監督   | 小倉宏昌                                       | 小倉宏昌                                       | 緒續學                                                     | 根本邦明                                    | 根本邦明                                    |
| 美術設定   | 不適用                                         | 金平和茂                                       | 綱頭瑛子                                                   | 伊良波理沙                                  | 伊良波理沙                                  |
| 色彩設定   | 歌川律子                                       | 古市裕一                                       |                                                            | 横田明日香                                  | 横田明日香                                  |
| 攝影監督   | 木下陽方                                       | 古川貴之                                       | 設樂希﹑佐佐木劍斗                                         | 金森翼                                      | 金森翼                                      |
| 特殊效果   | 古川貴之                                       | 古川貴之                                       | 古川貴之                                                   | 不適用                                      | 不適用                                      |
| 3DCGI      | 不適用                                         | 森山博幸                                       | 不適用                                                     | 宮地克明                                    | 伊藤達弘                                    |
| 剪輯       | 後藤正浩                                       | 後藤正浩                                       | 後藤正浩                                                   | 小口理菜                                    | 小口理菜                                    |
| 音樂       | 岩崎琢                                         | 岩崎琢                                         | 光田康典                                                   | 川崎龍                                      | 川崎龍                                      |
| 音樂製作   | Aniplex                                        | Aniplex                                        | Aniplex                                                    | Aniplex                                     | Aniplex                                     |
| 音響監督   | 小林克良                                       | 小林克良                                       | 小林克良                                                   | 明田川仁                                    | 明田川仁                                    |
| 音響效果   | 三井友和                                       | 三井友和                                       | 和田俊也                                                   | 待公布                                      | 待公布                                      |
| 音響調整   | 山田陽                                         | 山田陽                                         | 野口晃                                                     | 待公布                                      | 待公布                                      |
| 音樂監製   | 外村敬一                                       | 外村敬一                                       | 外村敬一                                                   | 待公布                                      | 待公布                                      |
| 執行製作人 | 植田益朗 勝股英夫                              | 勝股英夫 植田益朗 落越友則 倉重宣之            | 清水博之 落越友則 岩田幹宏 阿部隆二 丸山博雄               | 待公布                                      | 待公布                                      |
| 副製作人   | 大山良 落越友則 倉重宣之 金庭 川村仁           | 木村康貴 前田俊博 金庭 征矢春香 細川修         | 不適用                                                     | 待公布                                      | 待公布                                      |
| 監修       | 熊剛                                           | 熊剛                                           | 熊剛                                                       | 熊剛                                        | 熊剛                                        |
| 製片人     | 岩田幹宏 清水博之 丸山博雄                     | 岩田幹宏 清水博之 丸山博雄 齋藤俊輔            | 横山朱子 木村康貴 小岐須泰世 金庭 佐藤至信 久保勝範 橋本龍 | 黑崎靜佳 木村康貴 Kanako Takahashi 福島祐一 | 黑崎靜佳 木村康貴 Kanako Takahashi 福島祐一 |
| 動畫製片人 | 不適用                                         | 不適用                                         | 山田賢志郎                                                 | 伊藤泰斗                                    | 伊藤泰斗                                    |
| 動畫製作   | A-1 Pictures                                   | A-1 Pictures                                   | A-1 Pictures                                               | CloverWorks                                 | CloverWorks                                 |
| 製作       | 女王的看門狗                                   | ｢黑執事II｣製作委員會                           | 黑執事Project                                              | ｢黑執事｣製作委員會                          | ｢黑執事｣製作委員會                          |

### 主題曲

#### 第一季
片头曲
「モノクロのキス」（第1話－第23話、番外篇）
作詞：，作曲：Shinji，編曲：SID&西平彰，歌：SID
第1話到第13話是使用第一部分，第14話到第23話是使用第二步部分的歌詞。同時動畫也些有更變，從第17話開始全面更換。第24話未使用。
片尾曲
「I'm ALIVE!」（第1話－第13話）
作詞：BECCA,Meredith Brooks，作曲：TABO，編曲：Chris Satriani，歌：BECCA
「Lacrimosa」（第14話－番外篇）
作詞、作曲、編曲：梶浦由記，歌：Kalafina
第24話沒有動畫，而是顯示攝制人員名單。

#### 第二季
片頭曲
「SHIVER」（第1話－第11話）
作詞：流鬼，作曲、編曲、歌：the GazettE
片尾曲
「Bird」（第1話－第7話、第9話－第11話）
作詞：前田高廣，作曲、編曲：中村仁，歌：松下優也
（第8話、第12話、OVA第6話）
作詞、作曲、編曲：梶浦由記，歌：Kalafina
第8話作為插曲使用。

#### 马戏团篇
片頭曲
「ENAMEL」
作詞：マオ，作曲、編曲：御恵明希，編曲、歌：SID
第1話作為片尾曲使用。
片尾曲

作詞：AKIRA SUOU、Saku，作曲、編曲：Saku，歌：AKIRA
第1話並未使用。
「with the wind」（第10話）

#### 寄宿學校篇
片頭曲

編曲：奈良悠樹、Wiz_nicc、音羽-otoha-，作詞、作曲、歌：音羽-otoha-
片尾曲

作詞：マオ，作曲：，編曲：SID，歌：SID

#### 綠之魔女篇
片頭曲

編曲：中村未来，作詞、作曲、歌：Cö shu Nie feat. Hyde
片尾曲

作詞、作曲：アヴちゃん，歌：龍宮城 (音楽グループ)

### 各話標題
| 話數            | 日文標題                       | 中文標題                       | 香港標題                       | 劇本                           | 分鏡                           | 演出                           | 作畫監督 | 總作畫監督                 |
| 第1季           | 第1季                          | 第1季                          | 第1季                          | 第1季                          | 第1季                          | 第1季                          | 第1季 | 第1季                      |
| --------------- | ------------------------------ | ------------------------------ | ------------------------------ | ------------------------------ | ------------------------------ | ------------------------------ | --- | -------------------------- |
| 第1集           |                                | 那名執事…能幹                  | 那位執事，能幹                     | 岡田麿里                       | 篠原俊哉                       | 小倉宏文                       | 芝美奈子 | 芝美奈子                   |
| 第2集           |                                | 那名執事…最強                  | 那位執事，最強                     | 岡田麿里                       | 篠原俊哉                       | 岩本美香 岡尾貴洋              | 瀧川和男 谷口繁晴                                                                                                 | 芝美奈子                   |
| 第3集           |                                | 那名執事…萬能                  | 那位執事，萬能                     | 岡田麿里                       | 大原實                         | 下司泰弘                       | 高乘陽子 岡崎洋美                                                                                                 | 芝美奈子                   |
| 第4集           |                                | 那名執事…瘋狂                  | 那位執事，瘋狂                     | 山田由香                       | 大久保富彥                     | 大久保富彥                     | 德田夢之介 | 芝美奈子                   |
| 第5集           |                                | 那名執事…邂逅                  | 那位執事，邂逅                     | 岡田麿里                       | 吉村愛                         | 吉村愛                         | 川口千里 青木水流                                                                                                 | 芝美奈子                   |
| 第6集           |                                | 那名執事…葬送                  | 那位執事，送葬                     | 吉野弘幸                       | 瀧澤敏文                       | 津田尚克                       | 蘇武裕子 | 芝美奈子                   |
| 第7集           |                                | 那名執事…遊興                  | 那位執事，遊興                     | 吉野弘幸                       | 大原實                         | 築紫大介                       | 佐野隆雄 德田夢之介                                                                                               | 芝美奈子                   |
| 第8集           |                                | 那名執事…調教                  | 那位執事，調教                     | 岡田麿里                       | 瀧川和男                       | 岡尾貴洋 岩本美香              | 水口桂 谷口繁晴                                                                                                   | 芝美奈子                   |
| 第9集           |                                | 那名執事…幻影                  | 那位執事，幻像                     | 山田由香                       | 小倉宏文                       | 小倉宏文                       | 塚本知代美 森光惠 高乘陽子 河野真貴 高田晃                                                                        | 芝美奈子                   |
| 第10集          |                                | 那名執事…冰上                  | 那位執事，冰上                     | 吉野弘幸                       | 大久保富彥                     | 大久保富彥                     | 德田夢之介 | 芝美奈子                   |
| 第11集          |                                | 那名執事…是誰                  | 那位執事，如何                     | 岡田麿里                       | 大原實                         | 鈴木健太郎                     | 川口千里 松本文子                                                                                                 | 芝美奈子                   |
| 第12集          |                                | 那名執事…寂寥                  | 那位執事，寂寥                     | 岡田麿里                       | 篠原俊哉 吉村愛                | 吉村愛                         | 高乘陽子 古住千秋 清水祐實                                                                                        | 芝美奈子                   |
| 第13集          |                                | 那名執事…食客                  | 那位執事，食客                     | 山田由香                       | 瀧澤敏文                       | 津田尚克                       | 德田夢之介 蘇武裕子                                                                                               | 芝美奈子                   |
| 特別篇 第13.5話 | （通過田中視角回顧的前半劇情） | （通過田中視角回顧的前半劇情） | （通過田中視角回顧的前半劇情） | （通過田中視角回顧的前半劇情） | （通過田中視角回顧的前半劇情） | （通過田中視角回顧的前半劇情） | （通過田中視角回顧的前半劇情）                                                                                    | 芝美奈子                   |
| 第14集          |                                | 那名執事…異能                  | 那位執事，異能                     | 山田由香                       | 大原實                         | 岡尾貴洋 岩本美香              | 內野明雄 谷口繁晴 石田啟一                                                                                        | 芝美奈子                   |
| 第15集          |                                | 那名執事…競爭                  | 那位執事，競爭                     | 吉野弘幸                       | 松井仁之                       | 小倉宏文                       | 榊里佳子 岡崎洋美                                                                                                 | 芝美奈子                   |
| 第16集          |                                | 那名執事…孤城                  | 那位執事，孤城                     | 村上                           | 大久保富彥                     | 大久保富彥                     | 德田夢之介 | 芝美奈子                   |
| 第17集          |                                | 那名執事…奉納                  | 那位執事，奉納                     | 岡田麿里                       | 森田宏幸                       | 市村徹夫                       | 小倉典子 | 芝美奈子                   |
| 第18集          |                                | 那名執事…轉送                  | 那位執事，轉送                     | 岡田麿里                       | 大原實                         | 吉村愛                         | 川口千里 松本文子 加藤萬由子                                                                                      | 芝美奈子                   |
| 第19集          |                                | 那名執事…入獄                  | 那位執事，入獄                     | 吉野弘幸                       | 瀧澤敏文                       | 津田尚克                       | 榊裡佳子 | 芝美奈子                   |
| 第20集          |                                | 那名執事…逃脫                  | 那位執事，逃脫                     | 吉野弘幸                       | 島津裕行                       |                                | 清水祐實 青木水流                                                                                                 | 芝美奈子                   |
| 第21集          |                                | 那名執事…僱傭                  | 那位執事，僱傭                     | 山田由香                       | 小倉宏文                       | 小倉宏文                       | 川口千里 高乘陽子                                                                                                 | 芝美奈子                   |
| 第22集          |                                | 那名執事…解除                  | 那位執事，解除                     | 岡田麿里                       | 大原實                         | 市村徹夫                       | 小倉典子 松本文子                                                                                                 | 芝美奈子                   |
| 第23集          |                                | 那名執事…燃燒                  | 那位執事，燃燒                     | 岡田麿里                       | 大久保富彥                     | 大久保富彥                     | 德田夢之介 | 芝美奈子                   |
| 第24集          |                                | 那名執事…滔滔                  | 那位執事，滔滔                     | 岡田麿里                       | 篠原俊哉                       | 小倉宏文                       | 芝美奈子 川口千里 松本文子 森光惠 中村深雪 原田大基                                                               | 芝美奈子                   |
| 番外篇          |                                | 那名執事…公演                  | 那位執事，公演                     | 岡田麿里                       | 篠原俊哉                       | 市村徹夫                       | 川口千里 松本文子 芝美奈子                                                                                        | 芝美奈子                   |
| 第2季           |                                |                                |                                |                                |                                |                                | |                            |
| 第1集           |                                | 黑執事                         | 黑色執事                       | 岡田麿里                       | 小倉宏文                       | 佐佐木忍                       | 蘇武裕子 | 芝美奈子                   |
| 第2集           |                                | 單人執事                       | 單人執事                       |                                | 吉村愛                         | 吉村愛                         | 松本文子 | 芝美奈子                   |
| 第3集           |                                | 女郎執事                       | 女郎執事                       | 樋口達人                       | 松岡公                         | 遠藤徹哉                       | 菅井翔 | 芝美奈子                   |
| 第4集           |                                | 恐怖執事                       | 恐怖執事                       | 岡田麿里 橫谷昌宏              | 田中孝行                       | 田中孝行                       | 阪崎忠 | 芝美奈子                   |
| 第5集           |                                | 狼煙執事                       | 狼煙執事                       | 根元歲三                       | 大久保富彥                     | 大久保富彥                     | 徳田夢之介 | 芝美奈子                   |
| 第6集           |                                | 夜露執事                       | 夜露執事                       | 根元歲三                       | 小倉宏文                       | 原田孝宏                       | 川口千里 | 芝美奈子                   |
| 第7集           |                                | 殺執事                         | 殺人執事                       | 樋口達人                       | 吉澤俊一                       | 吉澤俊一                       | 中村深雪 | 芝美奈子                   |
| 第8集           |                                | 吐露執事                       | 吐露執事                       | 岡田麿里                       | 佐佐木忍                       | 佐佐木忍                       | 安田京弘 | 芝美奈子                   |
| 第9集           |                                | 虛執事                         | 虛無執事                       | 岡田麿里                       |                                |                                | 菅井翔 | 芝美奈子                   |
| 第10集          |                                | 零執事                         | 零執事                         | 岡田麿里                       | 田中孝行                       | 田中孝行                       | 阪崎忠 | 芝美奈子                   |
| 第11集          |                                | 岐路執事                       | 分歧執事                       | 岡田麿里                       | 大久保富彥                     | 大久保富彥                     | 徳田夢之介 | 芝美奈子                   |
| 第12集          |                                | 黑執事                         | 黑執事                         | 岡田麿里                       | 小倉宏文                       | 佐佐木忍                       | 芝美奈子 蘇武裕子 森光惠 中村深雪                                                                                 | 芝美奈子                   |
| OVA1            |                                | 西雅爾夢遊仙境（前篇）         | 西雅爾夢遊仙境 序章                  | 村上                           | 小倉宏文                       | 小倉宏文                       | 松本文子 川口千里 佐籐陽子                                                                                        | 芝美奈子                   |
| OVA2            |                                | 歡迎來到法多姆凱貝家           | 歡迎蒞臨法多姆凱貝家                     | 樋口達人                       | 大久保富彥                     | 大久保富彥                     | 德田夢之介 | 芝美奈子                   |
| OVA3            | MAKING OF KUROSHITSUJI II      | 黑執事Ⅱ製作花絮                | 黑執事II製作特輯               | 根元歳三                       | 佐佐木忍                       | 佐佐木忍                       | 蘇武裕子 阪崎忠                                                                                                   | 芝美奈子                   |
| OVA4            |                                | 西雅爾夢遊仙境（後篇）         | 夢遊仙境                       | 村上                           | 小倉宏文                       | 小倉宏文                       | 森光惠 佐藤陽子                                                                                                   | 芝美奈子                   |
| OVA5            |                                | 死神威廉的故事                 | 死神威廉的故事                 | 根元歳三                       | 田中孝行                       | 田中孝行                       | 阪崎忠 長谷川友香                                                                                                 | 芝美奈子                   |
| OVA6            |                                | 蜘蛛的意圖                     | 蜘蛛的意圖                     | 岡田麿里                       | 佐佐木忍                       | 佐佐木忍                       | 蘇武裕子 | 芝美奈子                   |
| 馬戲團篇        |                                |                                |                                |                                |                                |                                | |                            |
| 第1集           |                                | 那個執事…披露                  | 那位執事，披露                     | 樞簗                           | 阿部記之                       | 阿部記之                       | 古住千秋 澤田美香                                                                                                 | 芝美奈子 川口千里          |
| 第2集           |                                | 那個執事…台上                  | 那位執事，登台                     | 吉野弘幸                       | 阿部記之                       | 阿部記之                       | 蘇武裕子 猪口美緒                                                                                                 | 芝美奈子 川口千里          |
| 第3集           |                                | 那個執事…錄取                  | 那位執事，獲聘                     | 吉野弘幸                       | 西片康人                       | 小阪春女                       | 中山由美 中村深雪                                                                                                 | 芝美奈子 川口千里          |
| 第4集           |                                | 那個執事…同事                  | 那位執事，同事                     | 吉野弘幸                       | 田中孝行                       | 田中孝行                       | 伊藤智子 大和田彩乃 澤田美香                                                                                      | 芝美奈子 川口千里          |
| 第5集           |                                | 那個執事…飛翔                  | 那位執事，飛翔                     | 宮田由佳                       | 沖田宮奈                       | 政木伸一                       | 鈴木奈都子 岩田芳美                                                                                               | 芝美奈子 川口千里          |
| 第6集           |                                | 那個執事…交涉                  | 那位執事，洽商                     | 大河內一樓                     | 小俁真一                       | 熨鬥谷充孝                     | 梅津茜 仁井學 川村敏江                                                                                            | 芝美奈子 川口千里          |
| 第7集           |                                | 那個執事…撫養                  | 那位執事，撫養                     | 大河內一樓                     | 佐山聖子                       | 江副仁美                       | 丸山修二 青木真理子 志賀道憲 服部憲知 村松尚雄                                                                    | 芝美奈子 川口千里          |
| 第8集           |                                | 那個執事…嘲笑                  | 那位執事，嘲笑                     | 吉野弘幸                       | 瀧澤敏文                       | 小阪春女                       | 蘇武裕子 古住千秋                                                                                                 | 芝美奈子 川口千里          |
| 第9集           |                                | 那個執事…從容                  | 那位執事，從容                     | 吉野弘幸                       | 佐山聖子                       | 飛田剛                         | 中山由美 江森真理子                                                                                               | 芝美奈子 川口千里          |
| 第10集          |                                | 那個執事…完成                  | 那位執事，執行                     | 吉野弘幸                       | 阿部記之                       | 所智一                         | 伊藤智子 古住千秋 福世真奈美 蘇武裕子 大和田彩乃 江森真理子                                                       | 芝美奈子 川口千里          |
| 寄宿學校篇      |                                |                                |                                |                                |                                |                                | |                            |
| 第1集           |                                | 那名執事…上學                  | 那位執事，上學                     | 吉野弘幸                       | 冈田坚二朗                     | 冈田坚二朗                     | 栗原優 瀧原美樹 清水陽一                                                                                          | 清水裕輔 清水祐實          |
| 第2集           |                                | 那名執事…偽裝                  | 那位執事，偽裝                     | 吉野弘幸                       | 大嶋博之                       | 小野勝吾                       | 合田麻美 加藤明日美 猪口美緒 伊藤香織                                                                             | 清水裕輔 清水祐實          |
| 第3集           |                                | 那名執事…策畫                  | 那位執事，計謀                     | 吉野弘幸                       | 今井有紀子                     | 今井有紀子                     | 伊藤美奈 前澤弘美                                                                                                 | 高田晃 清水祐實            |
| 第4集           |                                | 那名執事…串通                  | 那位執事，商議                     | 橫手美智子                     | 大橋一輝                       | 江島泰男                       | 金水民 李恩知 金情銀                                                                                              | 清水裕輔 伊藤香織 清水祐實 |
| 第5集           |                                | 那名執事…進場                  | 那位執事，入場                     | 早川澄香                       | 伊福覺志                       | 伊福覺志                       | 豬口美緒 伊藤幸 村井夏織 江森真理子 栗原優                                                                        | 猪口美緒 清水祐實          |
| 第6集           |                                | 這名執事…圖謀                  | 那位執事，策動                     | 吉野弘幸                       | 兒玉亮                         | 小野勝吾                       | 寒川步 栗原優 清水陽一 三浦龍 加藤明日美 佐野隆雄（動作）                                                         | 清水裕輔 清水祐實          |
| 第7集           |                                | 那名執事…決勝                  | 那位執事，決勝                     | 橫手美智子                     | 兒玉亮                         | 兒玉亮                         | 白鳥奈奈美 三浦龍 前澤弘美 上田翔太朗 河西委宏 伊藤美奈 佐野隆雄（動作）                                          | 清水裕輔 清水祐實          |
| 第8集           |                                | 那名執事…上鎖                  | 那位執事，上鎖                     | 守護音美                       | 川村一                         | 柴田彰久 唐澤涼太              | 園田尚也 高橋千尋 合田麻美                                                                                        | 猪口美緒                   |
| 第9集           |                                | 那名執事…大笑                  | 那位執事，大笑                     | 吉野弘幸                       | 江島泰男                       | 江島泰男                       | 李恩知 金水民 金情銀                                                                                              | 清水裕輔 清水祐實          |
| 第10集          |                                | 那名執事…贊同                  | 那位執事，贊同                     | 早川澄香                       | 佐佐木忍                       | 佐佐木忍                       | 伊藤美奈 前澤弘美 瀧原美樹 伊藤幸 栗原優 三浦龍 上松藤廣嗣（動作）                                                | 高田晃 清水祐實            |
| 第11集          |                                | 那名執事…滑行                  | 那位執事，滑行                     | 吉野弘幸                       | 岡田堅二朗                     | 伊福覺志 岡田堅二朗 小野勝吾   | 李恩知 金水民 合田麻美 河西委宏 村井夏織 白鳥 寒川步 安留雅弥 園田尚也 伊藤香織 伊藤美奈 後藤依子 三浦龍 清水裕輔 | 猪口美緒 清水祐實          |
| 綠之魔女篇      |                                |                                |                                |                                |                                |                                | |                            |
| 第1集           |                                | 那名執事…探訪                  | 那位執事，探訪                     | 守護このみ                     | 佐佐木忍                       | 佐佐木忍                       | 清水裕輔 三浦繭 高橋千尋                                                                                          | 清水祐實                   |
| 第2集           |                                | 那名執事…警鐘                  | 那位執事，警鐘                     | 早川澄香                       | 飯山菜保子                     | 飯山菜保子                     | 栗原優 伊藤美奈 伊藤香織                                                                                          | 高田晃                     |
| 第3集           |                                | 那名執事…調任                  | 那位執事，調任                     | 吉野弘幸                       | 岡田堅二朗 小野勝吾            | 小野勝吾                       | 猪口美緒 瀧原美樹 合田麻美                                                                                        | 猪口美緒                   |
| 第4集           |                                | 那名執事…盡瘁                  | 那位執事，盡瘁                     | 横手美智子                     | 江島泰男                       | 高橋英俊 江島泰男              | 李恩知 金水民 李民祐                                                                                              | 清水裕輔                   |
| 第5集           |                                | 那名執事…降落                  | 那位執事，降落                     | 守護                           | 伊福覺志                       | 伊福覺志                       | 寒川步 伊藤智子 杉生祐一 小井聖令奈                                                                               | 寒川步                     |
| 第6集           |                                | 那名執事…失望                  | 那位執事，失望                     | 早川澄香                       | 岡田堅二朗 萬尾龍一            | 萬尾龍一                       | 白鳥七海 清水陽一 伊藤香織                                                                                        | 清水祐實                   |
| 第7集           |                                | 那名執事…鼓勵                  | 那位執事，鼓勵                     | 吉野弘幸                       | 岩岡夢子                       | 岩岡夢子                       | 福田裕樹 本田舞波 後藤依子 張昀 北島勇樹                                                                          | 猪口美緒                   |
| 第8集           |                                | 那名執事…狂亂                  | 那位執事，狂亂                     | 守護                           | 京極龍矢                       | 萬尾龍一                       | 金水民 李恩知 李民祐 北島勇樹 前澤弘美 伊藤智子 小井聖令奈 張昀                                                   | 清水裕輔                   |
| 第9集           |                                | 那名執事…遭逢                  | 那位執事，遭逢                     | 橫手美智子                     | 兒玉亮                         | 兒玉亮                         | 杉生祐一 合田麻美 三浦龍 伊藤美奈 李恩知 金                                                                       | 寒川步                     |
| 第10集          |                                | 那名執事…掃蕩                  | 那位執事，掃蕩                     | 早川澄香                       | 佐佐木忍                       | 佐佐木忍                       | 伊藤美奈 前澤弘美 栗原優 清水陽一 伊藤香織 伊藤智子 吉野彰敏 網航 福田裕樹 園田尚也 佐藤隆雄 石垣純哉 三浦龍      | 高田晃                     |
| 第11集          |                                | 那名執事…不詳                  | 那位執事，不詳                     | 横手美智子                     | 飯山菜保子                     | 飯山菜保子                     | 瀧原美樹 合田麻美 白鳥七海 佐藤光 安留雅弥 本田舞波 杉生祐一 前澤弘美 網航 伊藤智子 伊藤美奈 三浦龍 tofu 酒田夜空 | 清水祐實                   |
| 第12集          |                                | 那名執事…尋訪                  | 那位執事，尋訪                     | 吉野弘幸                       | 柴田彰久                       | 柴田彰久                       | 金水民 李民祐 李恩知 金 申惠蘭                                                                                    | 李恩知 清水裕輔            |
| 第13集          |                                | 那名執事…潛航                  | 那位執事，潛航                     | 吉野弘幸                       | 伊福覺志                       | 伊福覺志 小野勝吾              | 前澤弘美 小井聖令奈 後藤依子 小川麻衣 伊藤智子 寒川步 申熙秀 趙雅羅 金知泳 酒田夜空                               | 清水祐實 猪口美緒 清水裕輔 |

### 播放電視台
日本深夜動畫：下文記載的日本国内播放時間使用日本標準時間（UTC+9）表示。因為部分時間标识會採用30小时制，因此請留意这类超过24:00的时间，其實際播放時間為翌日清晨。
| 播放地區       | 播放電視台   | 播放日期                     | 播放時間（UTC+9）         | 所屬聯播網          | 備註                                   |
| 第1季          | 第1季        | 第1季                        | 第1季                     | 第1季               | 第1季                                  |
| -------------- | ------------ | ---------------------------- | ------------------------- | ------------------- | -------------------------------------- |
| 近畿廣域圈     | 每日放送     | 2008年10月2日－2009年3月26日 | 星期四 25時25分－25時55分 | 日本新聞網          | 製作局 每日放送製作星期四深夜動畫第1部 |
| 中京廣域圈     | 中部日本放送 | 2008年10月2日－2009年3月26日 | 星期四 26時30分－27時00分 | 日本新聞網          |                                        |
| 關東廣域圈     | TBS電視台    | 2008年10月3日－2009年3月27日 | 星期五 25時55分－26時25分 | 日本新聞網          |                                        |
| 宮城縣         | 東北放送     | 2008年10月3日－2009年3月27日 | 星期五 26時15分－26時45分 | 日本新聞網          |                                        |
| 靜岡縣         | 靜岡放送     | 2008年10月3日－2009年3月27日 | 星期五 26時15分－26時45分 | 日本新聞網          |                                        |
| 廣島縣         | 中國放送     | 2008年10月4日－2009年3月28日 | 星期六 26時40分－27時10分 | 日本新聞網          |                                        |
| 熊本縣         | 熊本放送     | 2008年10月5日－2009年3月29日 | 星期日 25時50分－26時20分 | 日本新聞網          |                                        |
| 北海道         | 北海道放送   | 2008年10月6日－2009年3月30日 | 星期一 26時25分－26時55分 | 日本新聞網          |                                        |
| 岡山縣、香川縣 | 山陽放送     | 2008年10月6日－2009年3月30日 | 星期一 26時25分－26時55分 | 日本新聞網          |                                        |
| 福岡縣         | RKB每日放送  | 2008年10月6日－2009年3月30日 | 星期一 26時30分－27時00分 | 日本新聞網          |                                        |
| 日本全國       | Animax       | 2008年11月5日－2009年4月22日 | 星期三 22時00分－22時30分 | 衛星電視            | 有重播                                 |
| 日本全國       | ShowTime     | 2008年10月17日－             |                           | 網絡電視            |                                        |
| 第2季          |              |                              |                           |                     |                                        |
| 近畿廣域圏     | 每日放送     | 2010年7月1日－9月16日        | 星期四 25時20分－25時50分 | 日本新聞網          | 製作局 每日放送製作星期四深夜動畫第1部 |
| 關東廣域圈     | TBS電視台    | 2010年7月2日－9月17日        | 星期五 25時55分－26時25分 | 日本新聞網          |                                        |
| 靜岡縣         | 靜岡放送     | 2010年7月2日－9月17日        | 星期五 26時10分－26時40分 | 日本新聞網          |                                        |
| 宮城縣         | 東北放送     | 2010年7月3日－9月18日        | 星期六 26時23分－26時53分 | 日本新聞網          |                                        |
| 廣島縣         | 中國放送     | 2010年7月3日－9月18日        | 星期六 26時43分－27時13分 | 日本新聞網          |                                        |
| 北海道         | 北海道放送   | 2010年7月4日－9月19日        | 星期日 26時00分－26時30分 | 日本新聞網          |                                        |
| 熊本縣         | 熊本放送     | 2010年7月4日－9月19日        | 星期日 26時20分－26時50分 | 日本新聞網          |                                        |
| 福岡縣         | RKB每日放送  | 2010年7月5日－9月20日        | 星期一 26時25分－26時55分 | 日本新聞網          |                                        |
| 岡山縣、香川縣 | 山陽放送     | 2010年7月5日－9月20日        | 星期一 26時50分－27時20分 | 日本新聞網          |                                        |
| 中京廣域圏     | 中部日本放送 | 2010年7月7日－2010年9月22日  | 星期三 26時00分－26時30分 | 日本新聞網          |                                        |
| 日本全國       | NICONICO動畫 | 2010年7月8日－2010年9月23日  | 星期四 3時00分更新        | 網絡電視            |                                        |
| 日本全國       | Anime Mobi   | 2010年7月8日－2010年9月23日  | 星期四 12時00分更新       | 網絡電視            |                                        |
| 日本全國       | 萬代頻道     | 2010年7月15日－              | 星期四 12時00分更新       | 網絡電視            |                                        |
| 日本全國       | ShowTime     | 2010年7月16日－              | 星期五更新                | 網絡電視            |                                        |
| 日本全國       | Animax       | 2010年11月2日－2011年1月25日 | 星期二 22時00分－22時30分 | 衛星電視            | 有重播                                 |
| 馬戲團篇       |              |                              |                           |                     |                                        |
| 近畿廣域圏     | 每日放送     | 2014年7月10日－              | 星期四 26時19分－26時49分 | 日本新聞網          | 製作局 Animeism第2部                   |
| 關東廣域圈     | TBS電視台    | 2014年7月11日－              | 星期五 26時25分－26時55分 | 日本新聞網          |                                        |
| 中京廣域圏     | 中部日本放送 | 2014年7月11日－              | 星期五 27時12分－27時42分 | 日本新聞網          |                                        |
| 日本全國       | BS-TBS       | 2014年7月12日－              | 星期六 24時30分－25時00分 | 日本新聞網 衛星電視 | 第1、2期未播放                         |
| 日本全國       | Animax       | 2014年8月12日－              | 星期二 22時00分－22時30分 | 衛星電視            | 有重播                                 |

| 播放地區 | 播放電視台 | 播放日期                                                | 當地播放時間                                                                                   | 所屬聯播網 | 備註                                                     |
| 第1季    | 第1季      | 第1季                                                   | 第1季                                                                                          | 第1季      | 第1季                                                    |
| -------- | ---------- | ------------------------------------------------------- | ---------------------------------------------------------------------------------------------- | ---------- | -------------------------------------------------------- |
| 臺灣     | 緯來日本台 | 第1－24集：2009年6月29日－7月30日 第25集：2010年1月18日 | 週一至五 19:30－20:00 第25集：20:30－21:00                                                     | 有線電視   |                                                          |
| 香港     | J2         | 2009年11月21日－2010年5月15日                           | 星期六 23:45－24:15                                                                            |            | 含第25集番外篇                                           |
| 第2季    |            |                                                         |                                                                                                |            |                                                          |
| 臺灣     | 緯來日本台 | 本篇：2010年7月9日－9月24日 OVA：2011年8月23日－8月30日 | 本篇：週一至五 19:30－20:00 OVA：週一至五 18:30－19:00                                         | 有線電視   | 本篇為與日聯合放送                                       |
| 香港     | J2         | 2010年7月24日－10月9日 OVA：2011年5月28日－7月2日       | 本篇：星期六 23:45－24:15 OVA：星期六 24:00－24:35 6月18日起 23:45－24:20 6月25日 23:45－24:10 |            | 本篇為與日聯合放送                                       |
| 馬戲團篇 |            |                                                         |                                                                                                |            |                                                          |
| 臺灣     | 緯來日本台 | 2015年1月10日－2月7日                                   | 星期六 22:00－23:00                                                                            | 有線電視   | 二集連播                                                 |
| 香港     | J2         | 2014年8月2日－10月4日                                   | 星期六 23:35－24:05                                                                            |            | 8月2日為23:45－24:20 8月16、8月30、9月13日為23:45－24:15 |

### BD／DVD
| 卷数 | 发售日        | 商品编号  | 商品编号  | 收录集数                |
| 卷数 | 发售日        | DVD限定版 | DVD普通版 | 收录集数                |
| ---- | ------------- | --------- | --------- | ----------------------- |
| I    | 2009年1月21日 | ANZB-3771 | ANSB-3771 | 第1話                   |
| II   | 2009年2月25日 | ANZB-3773 | ANSB-3773 | 第2話 - 第4話           |
| III  | 2009年3月25日 | ANZB-3775 | ANSB-3775 | 第5話 - 第7話           |
| IV   | 2009年4月22日 | ANZB-3777 | ANSB-3777 | 第8話 - 第10話          |
| V    | 2009年5月22日 | ANZB-3779 | ANSB-3779 | 第11話 - 第13話         |
| VI   | 2009年6月24日 | ANZB-3781 | ANSB-3781 | 第14話 - 第16話         |
| VII  | 2009年7月22日 | ANZB-3783 | ANSB-3783 | 第17話 - 第19話         |
| VIII | 2009年8月26日 | ANZB-3785 | ANSB-3785 | 第20話 - 第22話         |
| IX   | 2009年9月30日 | ANZB-3787 | ANSB-3787 | 第23話 - 第24話、番外編 |

| 卷数 | 发售日         | 商品编号     | 商品编号  | 收录集数                                |
| 卷数 | 发售日         | DVD限定版    | DVD普通版 | 收录集数                                |
| ---- | -------------- | ------------ | --------- | --------------------------------------- |
| I    | 2010年9月22日  | ANZB-9721/2  | ANSB-9721 | 第1話 - 第2話                           |
| II   | 2010年10月27日 | ANZB-9723/4  | ANSB-9723 | 第3話、OVA「西雅爾夢遊仙境（前篇）」    |
| III  | 2010年11月24日 | ANZB-9725/6  | ANSB-9725 | 第4話、OVA「歡迎來到法多姆凱貝家」      |
| IV   | 2010年12月22日 | ANZB-9727/8  | ANSB-9727 | 第5話 - 第6話                           |
| V    | 2011年1月26日  | ANZB-9729/30 | ANSB-9729 | 第7話、OVA「MAKING OF KUROSHITSUJI II」 |
| VI   | 2011年2月23日  | ANZB-9731/2  | ANSB-9731 | 第8話、OVA「西雅爾夢遊仙境（後篇）」    |
| VII  | 2011年4月6日   | ANZB-9733/4  | ANSB-9733 | 第9話 - 第10話                          |
| VIII | 2011年4月27日  | ANZB-9735/6  | ANSB-9735 | 第11話、OVA「死神威廉的故事」           |
| IX   | 2011年5月25日  | ANZB-9737/8  | ANSB-9737 | 第12話、OVA「蜘蛛的意圖」               |

| 卷数 | 发售日         | 商品编号      | 商品编号      | 商品编号   | 收录集数       |
| 卷数 | 发售日         | BD限定版      | DVD限定版     | DVD普通版  | 收录集数       |
| ---- | -------------- | ------------- | ------------- | ---------- | -------------- |
| I    | 2014年8月27日  | ANZX-11341/2  | ANZB-11341/2  | ANSB-11341 | 第1話 - 第2話  |
| II   | 2014年9月24日  | ANZX-11343/4  | ANZB-11343/4  | ANSB-11343 | 第3話 - 第4話  |
| III  | 2014年10月22日 | ANZX-11345/6  | ANZB-11345/6  | ANSB-11345 | 第5話 - 第6話  |
| IV   | 2014年11月26日 | ANZX-11347/8  | ANZB-11347/8  | ANSB-11347 | 第7話 - 第8話  |
| V    | 2014年12月24日 | ANZX-11349/50 | ANZB-11349/50 | ANSB-11349 | 第9話 - 第10話 |

| 卷数 | 发售日        | 商品编号     | 商品编号     | 商品编号   | 收录集数 |
| 卷数 | 发售日        | BD限定版     | DVD限定版    | DVD普通版  | 收录集数 |
| ---- | ------------- | ------------ | ------------ | ---------- | -------- |
| 上   | 2015年1月28日 | ANZX-11361/2 | ANZB-11361/2 | ANSB-11361 | 第1話    |
| 下   | 2015年2月25日 | ANZX-11363/4 | ANZB-11363/4 | ANSB-11363 | 第2話    |

| 卷数 | 发售日        | 商品编号     | 商品编号     | 收录集数       |
| 卷数 | 发售日        | BD限定版     | DVD限定版    | 收录集数       |
| ---- | ------------- | ------------ | ------------ | -------------- |
| 1    | 2024年6月26日 | ANZX-16631/3 | ANZB-16631/3 | 第1話 - 第2話  |
| 2    | 2024年7月31日 | ANZX-16634/6 | ANZB-16634/6 | 第3話 - 第5話  |
| 3    | 2024年8月28日 | ANZX-16637/9 | ANZB-16637/9 | 第6話 - 第8話  |
| 4    | 2024年9月25日 | ANZX-16640/2 | ANZB-16640/2 | 第9話 - 第11話 |

| 卷数 | 发售日        | 商品编号     | 商品编号     | 收录集数        |
| 卷数 | 发售日        | BD限定版     | DVD限定版    | 收录集数        |
| ---- | ------------- | ------------ | ------------ | --------------- |
| 1    | 2025年7月9日  | ANZX-17841/3 | ANZB-17841/3 | 第1話 - 第3話   |
| 2    | 2025年8月13日 | ANZX-17844/6 | ANZB-17844/6 | 第4話 - 第6話   |
| 3    | 2025年9月10日 | ANZX-17847/9 | ANZB-17847/9 | 第7話 - 第9話   |
| 4    | 2025年10月8日 | ANZX-17850/2 | ANZB-17850/2 | 第10話 - 第13話 |

## 劇場版
《劇場版 黑執事 Book of the Atlantic》於2017年1月21日在日本上映。故事採用黑執事漫畫版11卷至14卷的《豪華客船篇》。

### 製作單位
- 原作 - 樞簗
- 導演 - 阿部記之
- 劇本 - 吉野弘幸
- 人物设计・總作画監督 - 芝美奈子
- 人物设计（副） - 川口千里
- 道具设计 - 福世真奈美
- 美術監督 - 渡邊幸浩
- 美術設定 - 森岡賢一
- 色彩設計 - Kanako Hokari
- 攝影導演 - 増元由紀大
- 特效導演 - 茶谷崇裕
- 編審 - 後藤正浩
- 音樂 - 光田康典
- 制作 - A-1 Pictures・Project Atlantic
- 發行 - Aniplex

### 登場人物及配音陣容
- 賽巴斯欽·米卡艾利斯 - 小野大輔
- 謝爾·凡多姆海伍 - 坂本真綾
- 伊莉莎白·米多福特 - 田村由香里
- 葬儀社 - 諏訪部順一
- 葛里爾·沙多克里夫 - 福山潤
- 羅納德·諾克斯 - KENN
- 威廉·T·史畢艾茲 - 杉山紀彰
- SNAKE - 寺島拓篤
- 巴爾德 - 東地宏樹
- 菲尼安 - 梶裕貴
- 美鈴 - 加藤英美里
- 查爾斯·格雷 - 木村良平
- 查爾斯·菲普斯 - 前野智昭
- 愛德華·米多福特 - 山下誠一郎
- 法蘭西絲·米多福特 - 田中敦子
- 阿雷克斯·雷昂·米多福特 - 中田譲治
- 阿雷斯特·錢帕（多爾伊特子爵） - 鈴木達央
- Ryan Stoker - 石川界人

### 主題曲
「硝子の瞳」
作詞:マオ、作曲：ゆうや、歌：シド

## 舞台劇
統稱為《生執事》。由樞簗命名。

### 音樂劇 黑執事 〜那個執事、友好〜
於2009年5至6月在東京上演，是原創劇情。
演員
- 賽巴斯欽：松下優也
- 謝爾：阪本奨悟
- 巴爾德：小山剛志
- 菲尼安：南翔太
- 梅琳：猪狩敦子
- 克雷爾：植原卓也
- 劉：龍弥
- 葬儀屋：和泉宗兵
- YUKI：青柳塁斗
- KIRITO：宮下雄也
- KAI：押野大地
- 阿巴萊：伊勢直弘

製作人員
- 演出：淺沼晉太郎
- 作：淺沼晉太郎
- 協力：アニメイト、サンシャイン劇場
- 制作：アトリエ・ダンカン

### 音樂劇「黒執事」-The Most Beautiful DEATH in The World-千個靈魂與墮落的死神
於2010年5月在東京、愛知和大阪上演初演，另外於2013年10月在東京和大阪上演再演，是原創劇情。
演員（初演/再演）
- 賽巴斯欽：松下優也
- 謝爾：西井幸人/田中偉登
- 巴爾德：岩崎大/鷲尾昇
- 菲尼安：南翔太/河原田巧也
- 梅琳：猪狩敦子/松田沙紀
- 克雷爾：植原卓也
- 威廉：永岡卓也/輝馬
- 葬儀屋：和泉宗兵
- 羅納德： ヨウスケ・クロフォード/井出卓也
- 多爾伊特子爵：藤田玲/ 佐々木喜英
- 艾瑞克：佐伯太輔/良知真次
- 阿倫：松本慎也/中河内雅貴
- 漢克斯：青木隆敏/ 寺山武志
- 阿巴萊：伊勢直弘/高木俊

製作人員
- 脚本・構成・作詞：岡田麿里
- 演出：福山桜子

### 音樂劇「黒執事」-燎原的彼岸花-/ -燎原的彼岸花-2015
於2014年9至10月在東京和大阪上演初演，另外於2015年11至12月在大阪、宮城、東京、福岡和中國（上海・北京・深圳）上演再演，內容為「開膛手傑克篇」。
演員（初演/再演）
- 賽巴斯欽：松下優也/古川雄大
- 謝爾：福崎那由他
- 紅夫人：AKANE LIV
- 克雷爾：植原卓也
- 威廉：輝馬
- 巴爾德：鷲尾昇
- 菲尼安：河原田巧也
- 梅琳：寺崎裕香/坂田しおり
- 葬儀屋：和泉宗兵
- 多爾伊特子爵：佐々木喜英
- 阿巴萊：高木俊
- 漢克斯：寺山武志
- 格雷： 太田基裕/矢田悠祐
- 菲普斯： 広瀬友祐
- 劉：荒木宏文

製作人員
- 脚本：井関佳子
- 演出：毛利亘宏

### 音樂劇「黒執事」-NOAH'S ARK CIRCUS-
於2016年11至12月在東京・福岡・兵庫・愛知上演，內容為「諾亞方舟馬戲團篇」。
演員
- 賽巴斯欽：古川雄大
- 謝爾：内川蓮生
- SNAKE：玉城裕規
- JOKER：三浦涼介
- BEAST：田野アサミ
- DAGGER： 三津谷亮
- DOLL： 設楽銀河
- PETER：倉知あゆか
- WENDY：知念紗耶
- JUMBO： 後藤剛範
- 凱爾文男爵： 小手伸也
- 醫生：姜暢雄
- 威廉：輝馬
- 索馬：陳内将
- 阿格尼：寺田拓哉
- 巴爾德：鷲尾昇
- 菲尼安：河原田巧也
- 梅琳：坂田しおり
- 葬儀屋：和泉宗兵
- 阿巴萊：高木俊
- 漢克斯：寺山武志

製作人員
- 脚本：竜崎だいち・毛利亘宏
- 演出：毛利亘宏

### 音樂劇「黒執事」-Tango on the Campania-
於2017年12至2018年2月在東京・兵庫・愛知・石川・福岡上演，內容為「豪華客船篇」。
演員
- 賽巴斯欽：古川雄大
- 謝爾：内川蓮生
- SNAKE：原嶋元久
- 克雷爾：植原卓也
- 羅納德： 味方良介
- 伊莉莎白：岡崎百々子
- 愛德華：内海啓貴
- 法蘭西絲：秋園美緒
- 阿雷克斯： 那須幸蔵
- 利安： 河合龍之介
- 葬儀屋：和泉宗兵
- 多爾伊特子爵：佐々木喜英
- 阿巴萊：高木俊
- 漢克斯：寺山武志

製作人員
- 脚本：Two hats Ltd.
- 演出：児玉明子

## 遊戲
- 遊戲名稱：黑執事 Phantom & Ghost
- 對應機種：Nintendo DS
- 遊戲類型：冒險類
- 發售日期：2009年3月19日[20]
- 通常版價格：5,490日圓（含稅）
- 限定版價格：9,800日圓（含稅）

## 電影
真人電影版2014年1月18日於日本上映。本片場景設定於原作故事的130年後，地點為2020年的亞洲某國，故事為原創劇情。

### 製作人員
- 原作：樞簗《黑執事》
- 導演：大谷健太郎（日语：大谷健太郎）、佐藤敬一
- 脚本：黑岩勉（日语：黒岩勉）
- 音楽：松浦晃久（日语：松浦晃久）
- 製作総指揮：威廉艾尔顿
- 製作：上木則安、竹内成和、田口浩司、高木政臣、宮本直人、遠藤真鄉、菅野信三、平野宏治
- 执行制片人：久松猛朗
- 制片人：松橋真三
- 联合制片人：水嶋斐呂
- 助理制作人：田中美幸、江川智
- 制片：平野宏治
- 撮影：鰺坂輝国
- 照明：平野勝利
- 美術：小泉博康
- 録音：芦原邦雄
- 声音剪辑总监：勝俣雅俊
- 編集：今井剛
- 动作导演：大內貴仁
- 美发师：德永貴士
- 衣装：清水寿美子
- 美发化妆设计：龜田雅
- 发型和化妆：外丸愛
- 视觉特效总监：小坂一順
- 助理導演：佐伯龍一
- 制作担当：里吉優也
- 联合制作生产：Rockworks
- 制作生产：C&I娱乐
- 發行：日本華納家庭娛樂
- 製作：映画《黑執事》製作委員会（日本華納家庭娛樂、愛貝克思娛樂、史克威尔艾尼克斯、A stAtion、GyaO!、东日本旅客铁道、Tokyu Recreation Co., Ltd.、Rockworks）

### 人物
- 賽巴斯欽：水嶋斐呂（台灣配音：李世揚）
- 幻蜂清玄 / 汐璃：剛力彩芽（台灣配音：詹雅菁）
- 若槻華惠：優香（台灣配音：林沛笭）
- 琳恩：山本美月（台灣配音：蘇肇樺）
- 明石：丸山智己（台灣配音：梁興昌）
- 松宮高明：大野拓朗（台灣配音：梁興昌）
- 葬儀社Jay：栗原類（台灣配音：梁興昌）
- 幻蜂有人：海東健
- 幻蜂繪利香：和冉千秋
- 查爾斯·貝內特·佐藤：城田優（台灣配音：李景唐）
- 篠崎洋造：宮川一朗太（台灣配音：李景唐）
- 鴇澤一三：安田顯（台灣配音：李景唐）
- 青木宗光：橋本哲（台灣配音：梁興昌）
- 九条新兵：伊武雅刀（台灣配音：梁興昌）
- 貓磨實篤：岸谷五朗（台灣配音：梁興昌）
- 田中管家：志垣太郎
- 其他演員：甲斐惠美利、小澤真利奈、Mash、吉田麻梨紗、野添義弘、宮田春菜、U、榮木明日香、橫山美雪、結夜

## 備註
1. ↑  . 安徽省新聞出版局. 2010-06-29  [2011-05-26]. （原始内容存档于2010-12-26）.
2. ↑  . PC Market. 2009-09-22: G106–107.
3. ↑  . 夠Yeah.   [2024-06-21]. （原始内容存档于2011-11-23）.
4. ↑  . www.hd.square-enix.com.   [2020-07-04]. （原始内容存档于2020-07-22） （日语）.
5. ↑  ,   [2020-07-04], （原始内容存档于2012-07-18）
6. 1 2  . 木棉花國際.   [2010-06-29]. （原始内容存档于2010-07-05）.
7. 1 2  . 無綫J2一是台官方Blog.   [2010-06-29]. （原始内容存档于2014-01-15）.
8. ↑  . BookLive!.   [2023-10-08]. （原始内容存档于2023-10-08）.
9. ↑  . Devils 6th Day - Yana Toboso's Blog.   [2010-07-10]. （原始内容存档于2010-07-06）.
10. ↑  . 顺网动漫. 2014-03-22  [2014-04-04]. （原始内容存档于2014-04-07）.
11. ↑  J2標題，以播放時所顯示的字幕為準。
12. ↑  僅於日本地區電視放送
13. ↑  日本TV未放送（臺灣緯來日本台、香港J2皆有播放）。僅收錄於DVD「黑執事 IX」
14. ↑  日本TV未放送（香港J2播放）。僅收錄於DVD「黑執事II II」
15. ↑  日本TV未放送（香港J2播放）。僅收錄於DVD「黑執事II III」
16. ↑  日本TV未放送（香港J2播放）。僅收錄於DVD「黑執事II V」
17. ↑  日本TV未放送（香港J2播放）。僅收錄於DVD「黑執事II VI」
18. ↑  日本TV未放送（香港J2播放）。僅收錄於DVD「黑執事II VIII」
19. ↑  日本TV未放送（香港J2播放）。僅收錄於DVD「黑執事II IX」
20. ↑  LTD, SQUARE ENIX CO. . www.jp.square-enix.com.   [2020-07-04]. （原始内容存档于2020-07-24）.
21. ↑  . モデルプレス - ライフスタイル・ファッションエンタメニュース.   [2020-07-04]. （原始内容存档于2020-07-04） （日语）.
22. ↑  . シネマトゥデイ.   [2020-07-04]. （原始内容存档于2020-07-04） （日语）.
23. ↑  .   [2013-01-10]. （原始内容存档于2013-01-14）.
24. ↑  ETtoday新聞雲. . star.ettoday.net.   [2020-07-04]. （原始内容存档于2020-07-04） （中文（繁體））.

## 外部連結
- （日語）電視動畫官方網站（页面存档备份，存于）
- （日語）黑執事2 （每日放送）（页面存档备份，存于）
- （日語）劇場版「黒執事 Book of the Atlantic」官方網站（页面存档备份，存于）
- （日語）音樂劇「黒執事」官方網站
- （日語）月刊GFantasy漫畫官方網站（页面存档备份，存于）
- （繁體中文）黑執事II TVB官方網頁（页面存档备份，存于）
- （繁體中文）黑執事 馬戲謎團 TVB官方網頁（页面存档备份，存于）
- （繁體中文）黑執事 幽鬼城殺人事件 TVB官方網頁（页面存档备份，存于）
- （繁體中文）木棉花國際-黑執事（页面存档备份，存于）
- （繁體中文）緯來日本台-黑執事（页面存档备份，存于）
- （繁體中文）緯來日本台-黑執事2（页面存档备份，存于）
- （简体中文）黑执事3 爱奇艺中文独播专区（页面存档备份，存于）
- （繁體中文）緯來日本台-黑執事3（页面存档备份，存于）
- （繁體中文）緯來日本台-黑執事電影版（页面存档备份，存于）
- （繁體中文）緯來日本台-黑執事OVA（页面存档备份，存于）